# Tudor Arghezi
Tudor Arghezi, rodným jménem Ion Nae Theodorescu (21. květen 1880, Bukurešť – 14. červenec 1967, Bukurešť) byl rumunský spisovatel.

## Život
Pocházel z rolnické rodiny, od nejútlejšího mládí musel pracovat a vystřídal přitom řadu zaměstnání. Již v jedenácti letech odešel z domova, ve čtrnácti publikoval svou první báseň, a to v časopise Liga Ortodoxă. V devatenácti, roku 1899, se rozhodl pro mnišský život, v ortodoxním klášteře Cernica, ale po čtyřech letech ho opustil. Cestoval poté po Evropě, pobýval ve Švýcarsku a ve Francii, v Ženevě byl roku 1907 i krátce vězněn, jako levicový buřič a obhájce rolníků byl preventivně zatčen během rumunské rolnické vzpoury. Roku 1910 se vrátil do Rumunska a živil se jako novinář. Za první světové války zastával pacifistická stanoviska, roku 1918 byl načas uvězněn za článek do proněmeckých novin.
Roku 1927 vydal svou první sbírku básní Cuvinte potrivite (Vhodná slova), která zaznamenala úspěch. Jeho poezie se dávala do souvislosti se symbolismem či secesí. Svůj literární pseudonym si zvolil podle řeky Argeş. K jeho blízkým přátelům patřili spisovatelé Vasile Demetrius a Gala Galaction. Spolu také vydávali časopis Linia Dreaptă, vyšlo však jen pět čísel. Poté vydal dva romány, v nichž zpracoval zkušenost ze dvou životních epizod – svou deziluzi z klášterního života popsal v románu Iconae de lemn (Dřevěné ikony, 1930), zážitky z věznění za války pak v románu Poarta neagra (Černá brána, 1930). Třetí jeho významnou prózou se stala dystopická satira Tablete din Tara de Kutty (Obrázky z Kuttské země, 1933). V Rumunsku je dnes ovšem vnímán zejména jako autor poezie pro děti. K nejslavnějším takovým sbírkám patří Cartea cu jucarii (Kniha s hračkami, 1931), Carticia de seara (Večerní knížka, 1935) či Hore (Hóry, 1939). Za druhé světové války byl znovu vězněn. Po nástupu komunistů a oficiálního socialistického realismu v literatuře byl upozaděn. Kompromis s estetickými požadavky doby představil v knihách 1907 (1957), Cintare omului (Zpěv člověka, 1956) či Versuri pestrite (Pestré verše, 1957). Dnes je však za vrchol jeho tvorby většinou považováno dílo z 20. a 30. let.

## Česky vyšlo
- Klubíčko pavučiny. Praha: Albatros 1980
- Nápisy. Praha: Mladá fronta 1980
- Závěť. Praha: Československý spisovatel 1971
- Vhodná slova. Praha: SNKLHU 1962
- Oči matky Páně. Kladno: J. Šnajdr 1936